# Blues to Save the Trees
Blues to Save the Trees – album muzyczny amerykańskiego pianisty jazzowego Arta Hodesa.

## O płycie
W 1981 Art Hodes koncertował w Niemczech. Do nagrania wspólnej płyty zaprosiło go dwóch europejskich muzyków: lider tradycyjnego jazzbandu The Barrelhouse Jazzband, klarnecista Reimer von Essen i angielski perkusista grający w New Orleans Trio – Trevor Richards. Powstał zespół nazwany Art Hodes’ International Trio i 8 listopada 1981, w studiu Audio Lab Tonstudio w Oberursel nagrano 8 utworów. Jako dziewiąty dodano nagrany na żywo „Blues to Save the Trees”. Utwór ten zarejestrowany został 3 listopada, podczas pierwszego spotkania muzyków w Amerika Haus we Frankfurcie. W dniu tym miała miejsce wielka manifestacja przeciw wycince pobliskiego lasu, w miejsce którego miał powstać kolejny pas frankfurckiego lotniska. Okazało się, że Hodes w pełni popiera uczestników protestu i właśnie to było impulsem do nagrania utworu, który dał tytuł całej płycie. LP został wydany przez firmę L+R Records w 1982. Reedycja na CD ukazała się w 1990.

## Muzycy
- Art Hodes – fortepian
- Reimer von Essen – klarnet
- Trevor Richards – perkusja

## Lista utworów
| 1. | „Mamie’s Blues” (Mamie Desdume)                                                          | 1:58  |
|    |                                                                                          |       |
| 2. | „How Long Blues” (Leroy Carr)                                                            | 3:35  |
|    |                                                                                          |       |
| 3. | „Careless Love” (trad.)                                                                  | 5:10  |
|    |                                                                                          |       |
| 4. | „Blues My Naughty Sweetie Gives to Me” (Artur Swanstrom, Charles McCarron, Casey Morgan) | 4:32  |
|    |                                                                                          |       |
| 5. | „Cow Cow Blues” (Cow Cow Davenport)                                                      | 2:47  |
|    |                                                                                          |       |
| 6. | „Blues to Save the Trees” (Art Hodes, Reimer von Essen)                                  | 6:39  |
|    |                                                                                          |       |
| 7. | „Old Fashioned Love” (J.P. Johnson)                                                      | 3:56  |
|    |                                                                                          |       |
| 8. | „Old Rugged Cross” (trad. arr. Reimer von Essen)                                         | 7:11  |
|    |                                                                                          |       |
| 9. | „Play No Blues” piano solo (Art Hodes)                                                   | 3:20  |
|    |                                                                                          |       |
|    |                                                                                          | 39:08 |
|    |                                                                                          |       |

## Informacje uzupełniające
- Produkcja – Reimer von Essen
- Inżynier dźwięku – Paul Landsiedel
- Zdjęcia – Hans Peter Sorger
- Projekt okładki – Günther Kieser
- Producent wykonawczy – Horst Lippmann